# ويليام لين ويسترمان
ويليام لين ويسترمان (بالإنجليزية: William Linn Westermann)‏ هو عالم برديات ومؤرخ أمريكي، ولد في 15 سبتمبر 1873 في بلفيل في الولايات المتحدة، وتوفي في 4 أكتوبر 1954 في وايت بلينس في الولايات المتحدة بسبب مرض.